# Chérif de La Mecque
 (novembre 2021).

Liste des chérifs de la Mecque.

Chérif de la Mecque ou grand chérif est le titre du titulaire du chérifat de La Mecque qui conservait les lieux saints de La Mecque et Médine (deux des trois lieux les plus sacrés de l'islam, le troisième étant Jérusalem). Les chérifs de La Mecque s'éteignent en 1925 après la conquête de la ville par Ibn Saoud, qui ne prend pas le titre, faute d'être sayyid. Le titre est tenu, pendant la quasi-totalité de son histoire (de 970 à 1925) par la dynastie hachémite,,.
Le roi de Jordanie actuel, Abdallah II, est l'arrière-arrière-petit-fils en ligne directe de Hussein ben Ali, chérif de La Mecque et dernier calife de l'islam sunnite.

## Signification du terme
Chérif (arabe: sharîf) est un mot qui signifie initialement « noble de naissance », et qui par la suite a pris, entre autres sens, celui de « descendant de Mahomet ». À la mort de ce dernier, la garde des deux lieux saints fut confiée à ses descendants, d'où le terme de chérif attribué à ces personnages.

## Histoire
Depuis le xe siècle, c'est la dynastie des Hachémites qui occupa le poste presque sans interruption jusqu'à sa suppression en 1924, date de l'annexion de la région par Abd al-Aziz ben Abd al-Rahman Al Saoud.
Le pouvoir du chérif de la Mecque est bien souvent plus nominal que réel, la région étant sous la souveraineté successive des Fatimides, Mamelouks et de l'Empire ottoman. De 1805 à 1811, la ville sainte est occupée par les émirs saoudiens du Nejd pendant la guerre ottomano-wahhabite (en), puis reprise par l'armée égyptienne de Méhémet Ali qui la restitue au sultan ottoman. De 1872 à 1918, le chérifat est intégré à une province ottomane, le vilayet du Hedjaz.
Durant la Première Guerre mondiale, le chérif Hussein joue un rôle important en s'alliant aux Britanniques contre l'Empire ottoman. Une importante correspondance a lieu entre le chérif et Henry Mac-Mahon quant à la délimitation du futur État arabe dont il devait prendre la tête. Malgré l'accord Sykes-Picot de 1916, qui réduit considérablement son projet de « grand royaume arabe », les deux fils de Hussein montent finalement sur les trônes de Jordanie et d'Irak. Mais la famille hachémite perd son domaine d'origine lorsque les lieux saints du Hedjaz, le 13 octobre 1924, sont conquis par les Al Saoud du Nejd, qui fonderont en 1932 l'Arabie saoudite.
La prise de la Mecque par Abd al Aziz ben Abd al Rahman Al Saoud en 1924 inaugure aussi une nouvelle ère. La ville sainte doit s'aligner sur les principes de l'imam Abdelwahab, théologien du XVIIIe siècle (ère chrétienne), inspirateur de la dynastie séoudite : en application des principes de Abdelwahab, le nouveau régime rase des monuments susceptibles d'entretenir un culte parallèle à celui rendu à Dieu (tombes de saints personnages, par exemple), abolition de pratiques cultuelles déclarées « païennes », interdiction du tabac et de la musique... Les ressortissants des diverses obédiences minoritaires islamiques, chiîtes, druzes, etc., sont tolérés dans le sens propre du terme. Ce sont des « fautifs » qu'on supporte. Le wahhabisme à partir de cette époque a gagné droit de cité dans la ville que la tradition appelle Mère des cités,.
N'étant pas descendants de Mahomet, les souverains de la dynastie saoudienne ne peuvent porter le titre de chérif. C'est habillé en simple pèlerin que Abdelaziz Al Saoud entre à la Mecque le 13 octobre 1924 pour en chasser le chérif Hussein et s'attribuer ainsi le prestige qui auréole le gardien de cette ville, mais aussi, de façon plus prosaïque, pour s'emparer des revenus générés par le pèlerinage annuel. Cet événement marque donc une nouvelle étape dans la suite quasi ininterrompue de chérifs de La Mecque.

## Gardien des Deux Saintes Mosquées
En 1986, le roi Fahd a adopté le titre Gardien des Deux Saintes Mosquées ou Serviteur des Lieux saints, qui est alors devenu le titre officiel du souverain saoudien, repris par ses successeurs, les rois Abdallah et Salmane.